# النا چکینی
النا چکینی (انگلیسی: Elena Cecchini؛ زادهٔ ۲۵ مهٔ ۱۹۹۲) دوچرخه‌سوار اهل ایتالیا است.
از باشگاه‌هایی که در آن بازی کرده‌است می‌توان به بولز–دولمنز اشاره کرد.
وی در مسابقات کشوری و بین‌المللی در مجموع برندهٔ ۱ مدال نقره، ۱ مدال برنز شده‌است.